# Kapučino
Kapučino je napitak od kave.
Pravi ga se od espresso kave i mlijeka.
Postoji nekoliko inačica izrade kapučina, od kojih jedna daje ove omjere:

1/3 espresso kave, 1/3 vrućeg mlijeka i 1/3 mliječne pjene. 
Druga inačica daje ove omjere: 1/3 espressa i 2/3 mliječne pjene.

## Ime
Ime cappuccino je dobilo po boji habita kojeg nose kapucini, a koji je svijetle i tamnije smeđe boje uz bijeli pokrov. 
Talijanska riječ za pokrov, "cappuccio", se često kolokvijalno koristi za ovaj napitak od kave. Sufiks -ino je označava umanjenicu u talijanskom jeziku.